# Chaetonotus oculifer
Chaetonotus oculifer is een buikharige uit de familie Chaetonotidae. De wetenschappelijke naam van de soort werd in 1981 voor het eerst geldig gepubliceerd door Kisielewski. De soort wordt in het ondergeslacht Chaetonotus geplaatst.